# Xestia xanthographa
Xestia xanthographa là một loài bướm đêm trong họ Noctuidae.

## Hình ảnh

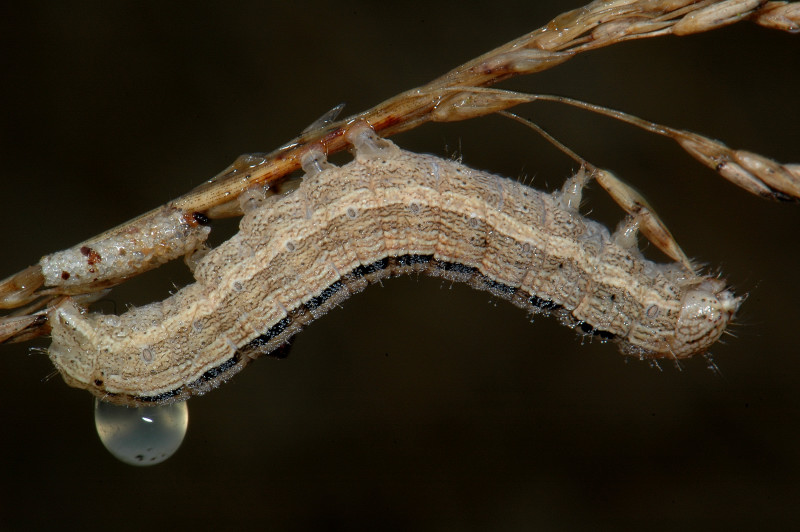
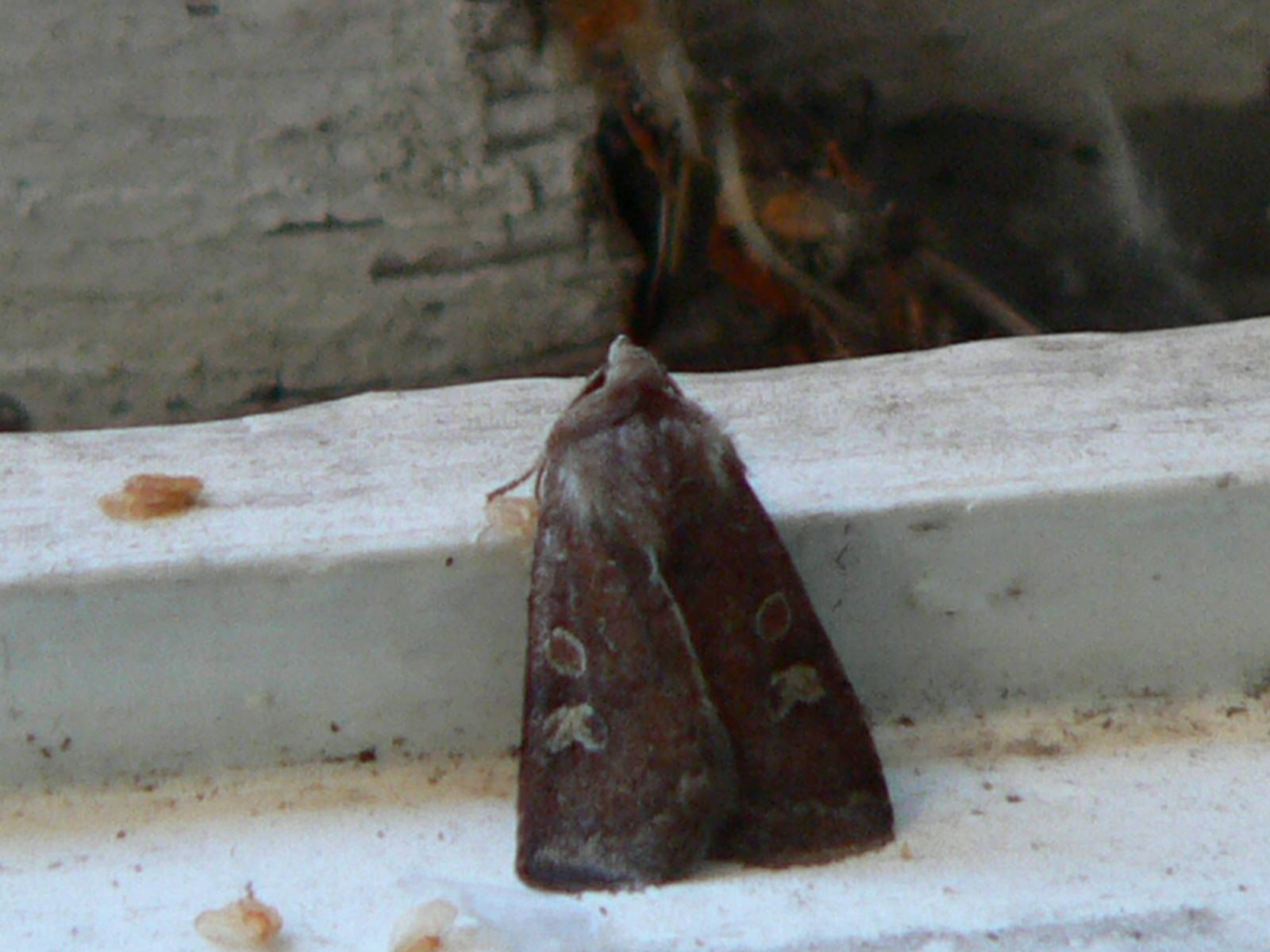
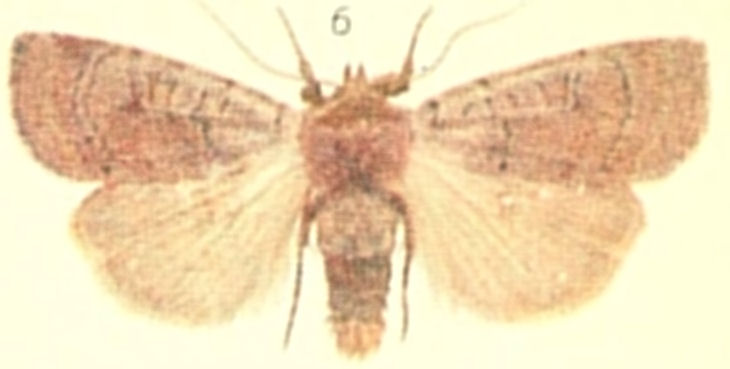
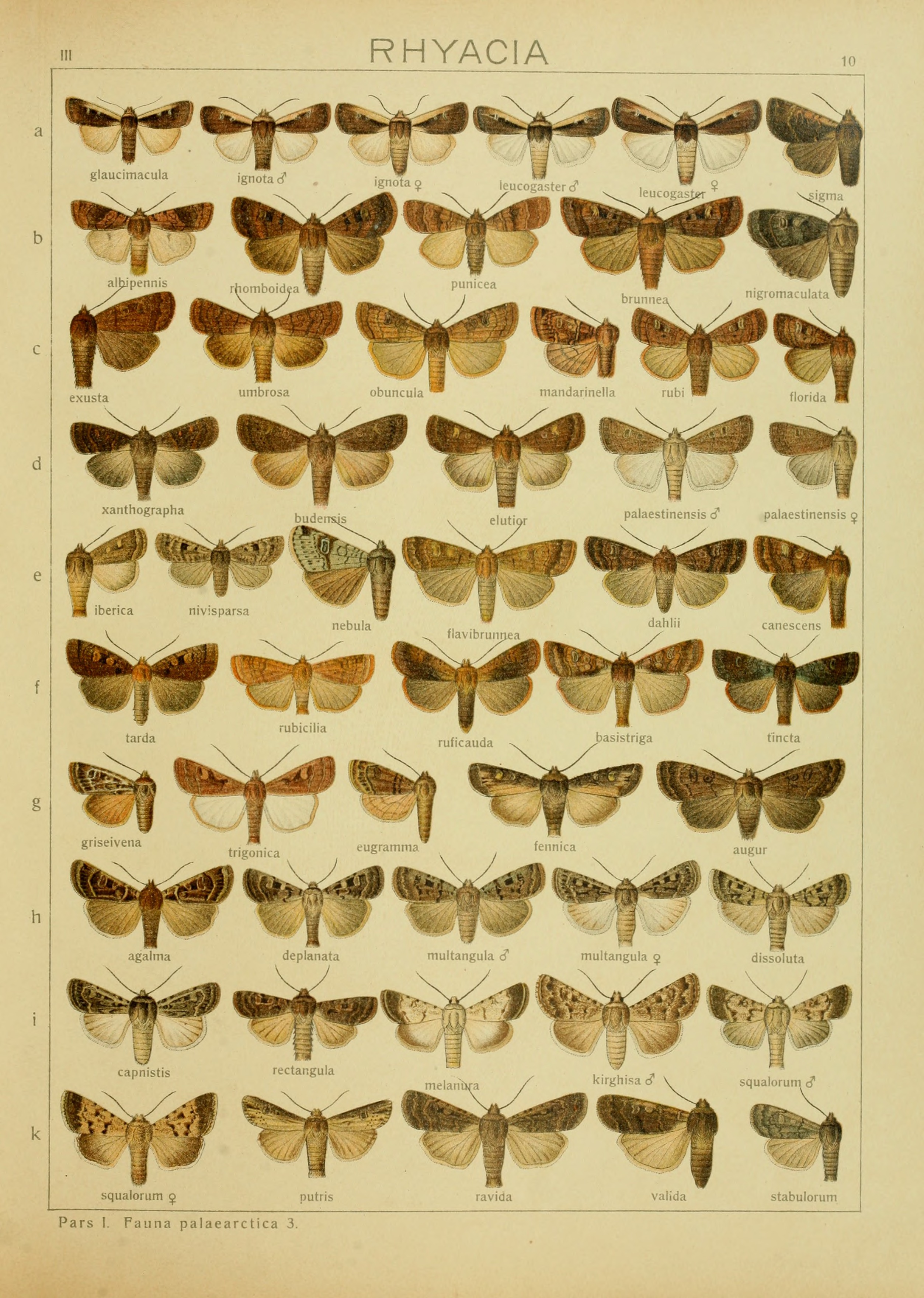